# Thomas Hinds
Thomas Hinds, född 9 januari 1780 i Berkeley County, Virginia, död 23 augusti 1840 i Greenville, Mississippi, var en amerikansk militär och politiker. Han utmärkte sig i slaget vid New Orleans i 1812 års krig. Han var ledamot av USA:s representanthus 1828–1831.
Hinds efterträdde 1828 William Haile som kongressledamot och efterträddes 1831 av Franklin E. Plummer.
Hinds County har uppkallats efter Thomas Hinds.